# Летнее утро, летняя ночь
«Летнее утро, летняя ночь» (англ. Summer Morning, Summer Night) — сборник рассказов, выпущенный американским писателем Рэем Бредбери в 2007 году.
Сборник является продолжением романа «Вино из одуванчиков» и повести «Лето, прощай!», образуя вместе с ними автобиографическую трилогию, рассказывающую о детстве писателя. Состоит из 27 рассказов, действие которых также происходит в вымышленном маленьком городке Гринтаун. На русском языке книга вышла в 2011 году в издательствах «Эксмо» и «Домино».

## Список рассказов
- Лето кончилось (End of Summer), 1948
- Большой пожар (The Great Fire), 1949
- Всё лето в одну ночь (All on a Summer’s Night), 1950
- Мисс Бидвелл (A Far-away Guitar), 1950
- Хлеб из прежних времен (The Pumpernickel), 1951
- Крик из-под земли (The Screaming Woman), 1951
- Всякое бывает (A Story of Love), 1951
- В июне, в тёмный час ночной (At Midnight, in the Month of June), 1954
- Летняя прогулка (Hopscotch), 1978
- Осенний день (Autumn Afternoon), 2002
- Туда и обратно (Arrival and Departure), 2008
- Красавица (The Beautiful Lady), 2008
- Приворотное зелье (Love Potion), 2008
- Ночная встреча (Night Meeting), 2008
- Кто-то умер (The Death of So-and-So), 2008
- У меня есть, а у тебя нету! (I Got Something You Ain’t Got), 2008
- Первопроходцы (The Waders), 2008
- Пёс (The Dog), 2008
- Река, что стремилась в море (The River That Went to the Sea), 2008
- Лети, лети, лети, лети, лети, лети, лети, лети! (Over, Over, Over, Over, Over, Over, Over, Over!), 2008
- Проектор (The Projector), 2008
- Семирукие (The People with Seven Arms), 2008
- Серьезный разговор (или Мировое зло) (A Serious Discussion), 2008
- Светлячки (The Fireflies), 2008
- Цирк (The Circus), 2008
- Кладбище (или Склеп) (The Cemetery), 2008
- На исходе лета (Summer’s End), 1980

## Рецензии
- Андрей Щербак-Жуков пишет в «Независимой газете»:

Провинция везде одинакова — будь то Америка или Центральная Россия. Герои этих рассказов Брэдбери — в основном старики и дети. Дети с присущей нежному возрасту энергией ищут встреч с неведомым. А старики хранят патриархальный уклад. Молодежь ищет любви. А среднее поколение, как всегда, невнимательно и не замечает ничего, кроме собственных дел. Так, дядя с тетей в рассказе «Большой пожар» уверены, что их племяннице скоро сделают предложение, ведь она каждый вечер проводит с очень хорошим и заботливым молодым человеком, и только бабушка обращает внимание, что каждый вечер молодой человек другой… Девочка в рассказе «Крики из-под земли» слышит то, чего не желают слышать взрослые, и все же ей удается предотвратить страшное преступление и спасти женщину, заживо закопанную ревнивым мужем…
Истории эти в большинстве своем просты. В них уже нет откровенной фантастики, нет звездолетов и других планет. Мудрому старому Рэю Брэдбери это все уже не нужно. Он знает, что каждый день может стать чудесным, а каждый человек — отдельная планета. Он это не только знает, но и умеет рассказать всем нам.— http://www.ng.ru/subject/2010-03-04/1_bradbury.html?mthree=1